# انجمن اسلامی جامعه پزشکی ایران
انجمن اسلامی جامعه پزشکی ایران یک حزب سیاسی ایرانی اصلاح طلب همسو با جبهه اصلاحات ایران است.

## چارت سازمانی
- دبیرکل انجمن اسلامی جامعه پزشکی: استاد دکتر محمدرضا ظفرقندی
- قائم‌مقامی دبیر کل: دکتر سیدرضا رییس کرمی
- خزانه‌دار: دکتر مرتضی خیرآبادی
- دبیر شورای مرکزی: دکتر وحیدرضا سیاوشان
- کمیته سیاسی: دکتر محمدجعفر قائم‌پناه
- کمیته صنفی: دکتر هادی عبدالهی
- کمیته کارشناسی: دکتر پیمان سلامتی
- کمیته فرهنگی اجتماعی: دکتر جواد رفیع نژاد
- کمیته تشکیلات و استان‌های کشور: دکتر علی تاجرنیا
- کمیته اطلاع‌رسانی و رسانه: دکتر حسین کرمانپور

## شورای مرکزی انجمن
جمعه سیزدهم بهمن ماه، سی‌امین مجمع عمومی انجمن اسلامی پزشکان با حضور چهره‌هایی نظیر محمد جواد ظریف، سید محمد صدر، آذر منصوری، بهزاد نبوی، مصطفی معین، علی شکوری‌راد، جواد امام و دیگر چهره‌های سیاسی و اعضای این انجمن برگزار شد.این مجمع با رای گیری و با حضور نماینده ناظر از وزارت کشور برگزار گردید که پس تایید صحت فرایند انتخابات توسط ایشان، نتایج بدین شرح اعلام گردید:
منتخبان اصلی پزشکان در شورای مرکزی انجمن به ترتیب آرا:
- محمدرضا ظفرقندی
- سید رضا رئیس کرمی
- هادی عبداللهی
- مجتبی سالاری‌فر
- حسین کرمانپور
- محمدرضا واعظ مهدوی
- محمد جعفر قائم پناه
- علی نیکجو
- عبدالرحیم اسدی لاری
- سعید سمنانیان
- عفت السادات میرمعینی
- مسعود حبیبی
- ۱حمد مولایی
- وحیدرضا سیاوشان
- علی اعتصام‌پور
- محمدرضا فراهانی
- محمدعلی همتی
- نسترن موسوی
- مهدی خزعلی
- پیمان سلامتی

همچنین اعضای علی البدل شورای مرکزی به شرح ذیل انتخاب شدند:
- نادر رادمهر
- علیرضا بهرامی
- علیرضا پوستی
- مهدی مزرعه شاهی
- عارف صالحی
- عبدالرضا دیانی

منتخبین دندانپزشک
- علی تاجرنیا
- محمدصادق آخوندی
- رقیه پناهی
- کریم لاله ماژین

علی البدل دندانپزشکی
- علی قاسمی ماژین

منخبین داروسازان
- محمد قره تپه
- مرتضی خیرآبادی
- مصطفی آزادبخت
- حجت چراغ

علی البدل داروسازان
- رحیم رباط

منتخبین پیراپزشکی
- حمید چوبینه
- ناهید خداکرمی
- محمد کاخکی
- غلامرضا انصاری

علی البدل پیراپزشکی
- علی یوسفی

بازرسان
- محمدرضا جباری
- کمال بیگی
- جواد رفیع نژاد

علی البدل بازرسان
- کورش جعفریان